# Hypolytrum balakrishnanii
Hypolytrum balakrishnanii är en halvgräsart som beskrevs av Hans Peter Nooteboom. Hypolytrum balakrishnanii ingår i släktet Hypolytrum och familjen halvgräs.
Artens utbredningsområde är Andamanerna. Inga underarter finns listade i Catalogue of Life.